# Васильчиков, Алексей Васильевич (1776)
Алексей Васильевич Васильчиков (9 (20) сентября 1776 — 18 (30) апреля 1854) — действительный тайный советник, сенатор из рода Васильчиковых.

## Биография
Старший сын камергера Василия Семёновича Васильчикова и графини Анны Кирилловны Разумовской, одной из дочерей последнего гетмана Малороссии К. Г. Разумовского. Его сестра Мария была женой главы правительства князя В. П. Кочубея, который споспешествовал карьере шурина. Преемнику Кочубея на этом посту, князю И. В. Васильчикову, он приходился троюродным братом.
Карьеру начинал камер-юнкером по дипломатическому ведомству (под начальством своего дяди графа Андрея Разумовского) при посольстве в Вене. Потом состоял при императорском дворе в чинах действительного камергера и шталмейстера. По отзывам современников, он был человек весьма заурядный, но добрый.
Разбогател и выдвинулся уже в зрелом возрасте, получив значительную часть наследства братьев своих родителей — Александра Васильчикова (одного из фаворитов Екатерины II) и графа Алексея Кирилловича Разумовского (министра народного просвещения). Женившись, приобрёл и перестроил для своей семьи особняк на углу Большой Морской и Почтамтского переулка.
Наибольший карьерный успех сопутствовал Васильчикову при управлении богоугодными заведениями (Мариинское ведомство). Он руководил Вдовьим домом, Санкт-Петербургским и Гатчинским воспитательными домами, Мариинской больницей, Деревенской экспедицией, Мариинским сиротским отделением при соборе всех учебных заведений, а также участвовал в Попечительном совете заведений общественного призрения. В 1833 году пробил в цензурном комитете разрешение на издание первого в России «Педагогического журнала».

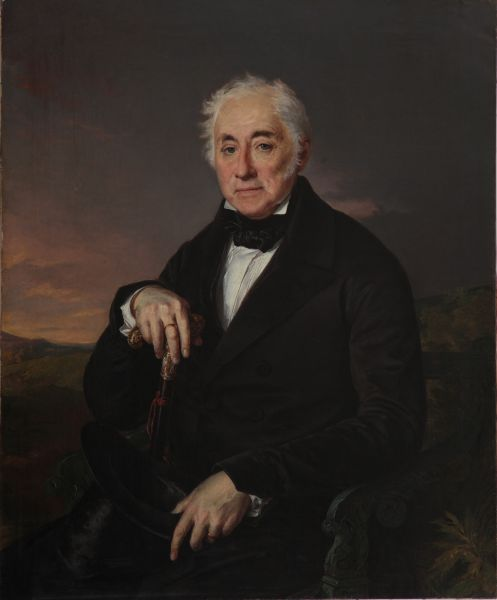
На портрете Тропинина (1851)

С 10 июня 1820 г. сенатор. Член Императорского минералогического общества. После выхода в отставку в 1838 году увёз детей в Киевскую губернию, где надеялся уберечь их от развращающего влияния большого света. В 1841 году Васильчиковы с детьми на два года уехали в Европу, а по возвращении решили обосноваться в Москве.
По свидетельству современницы, Васильчиков был «очень необщителен, холоден в обхождении, высокого роста, красивый лицом и с волосами очень редкими на голове». Как отмечал ещё великий князь Николай Михайлович, когда мемуаристы пишут про Алексея Васильевича Васильчикова, сложно определить, имеют ли они в виду главу Вдовьего дома или его полного тёзку — троюродного брата Алексея Васильевича Васильчикова (1780—1833), который в одно время с ним служил сенатором (с 16.04.1828), и тоже в чине действительного тайного советника.
Чета Васильчиковых жила в Москве на старинный манер, соответствующий славянофильским убеждениям хозяина дома. В конце 1840-х гг. каждую среду они давали у себя в доме «великолепные вечера, на которые съезжался весь цвет московского общества» и где «с большим изяществом убирал буфет дворецкий итальянец Пилети, приехавший из Парижа».
Васильчиков умер в 77 лет, жена последовала за ним год спустя. Оба супруга покоятся в Малом соборе Донского монастыря. Незадолго до смерти художник В. Тропинин запечатлел А. В. Васильчикова на портрете, который был передан его наследниками в распоряжение Румянцевского музея. О высоком положении изображённого аристократа говорят «уверенная осанка, официальная поза, надменное выражение лица, поджатые губы и холодный взгляд»; у бывшего сенатора редкие седые волосы и «руки с тонкой, просвечивающей кожей».

## Семья

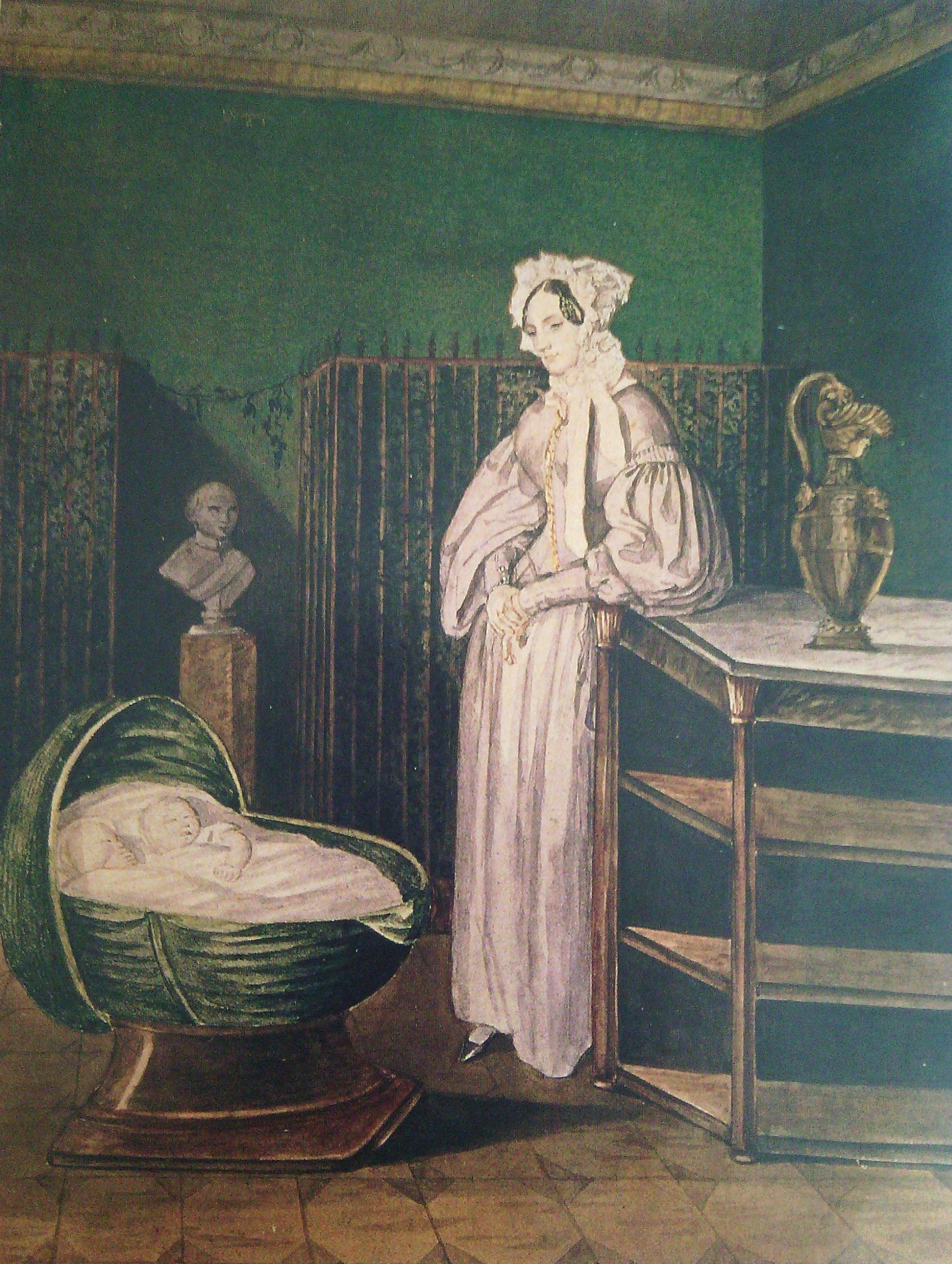
Александра Ивановна со старшими детьми-близнецами

Был женат с 1819 года. В семье Васильчиковых первенствовала его умная и гораздо более молодая жена Александра Ивановна Архарова (1795—1855), дочь московского военного губернатора И. П. Архарова и известной петербургской барыни Екатерины Александровны. По характеристике племянника, это была «женщина высокой добродетели, постоянно озабоченная воспитанием своих детей». Для узкого круга знакомых держала в Москве 1840-х гг. салон, где пикировались западники и славянофилы. В браке имела детей:
- Екатерина (18.02.1821 — до 1825)
- Анна (Лина; 1823—1890), жена с 1845 года[11] графа Павла Трофимовича Баранова.
- Василий (1825—1861), слабоумный; в 1831 году в качестве гувернёра к нему был приглашён совершенно неизвестный тогда Гоголь, проживший на этом положении несколько месяцев в доме Васильчиковых.
- Екатерина (1825—1888), близнец с братом, фрейлина, жена (с 1850 года) князя В. А. Черкасского.
- Софья (27.04.1827—13.09.1827), крещена в Исаакиевском соборе, крестница А. И. Рибопьера и графини С. И. Соллогуб[12].
- Пётр (1829—1898), камергер; женат на графине Евгении Владимировне Орловой-Давыдовой; их дочь Евгения вышла замуж за князя А. М. Волконского.
- Александр (1832—1890), историк, гофмейстер, директор Императорского Эрмитажа; женат на графине Ольге Васильевне Олсуфьевой.

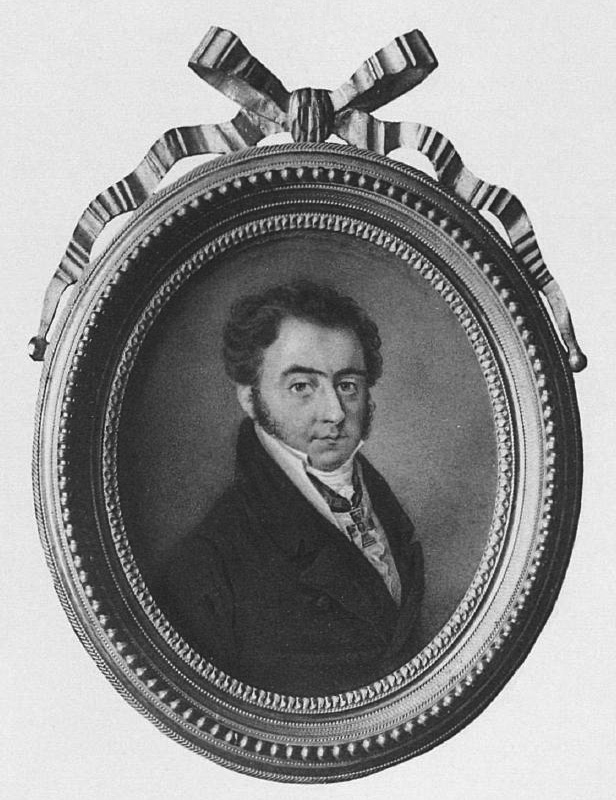
Алексей Васильевич
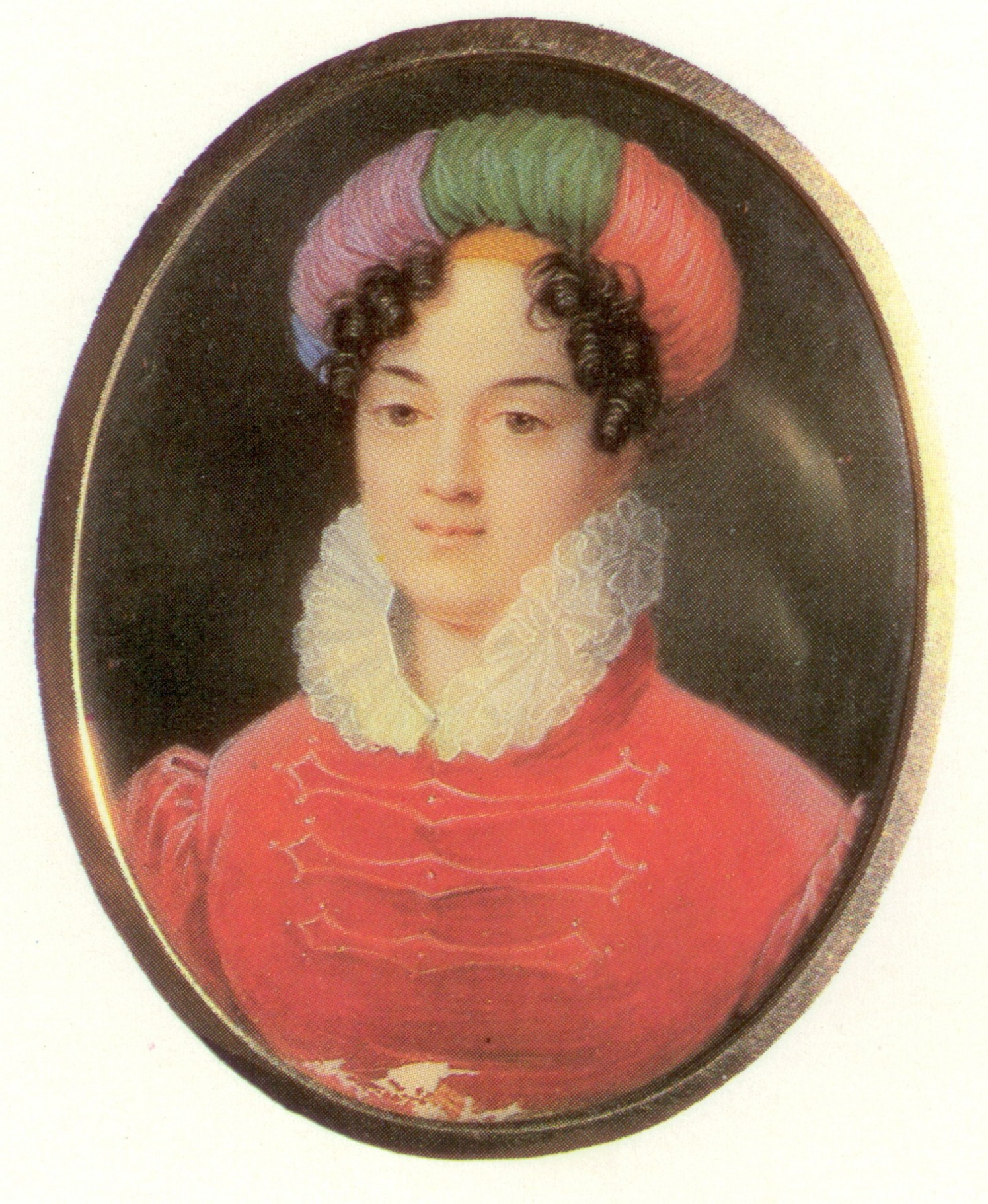
Александра Ивановна
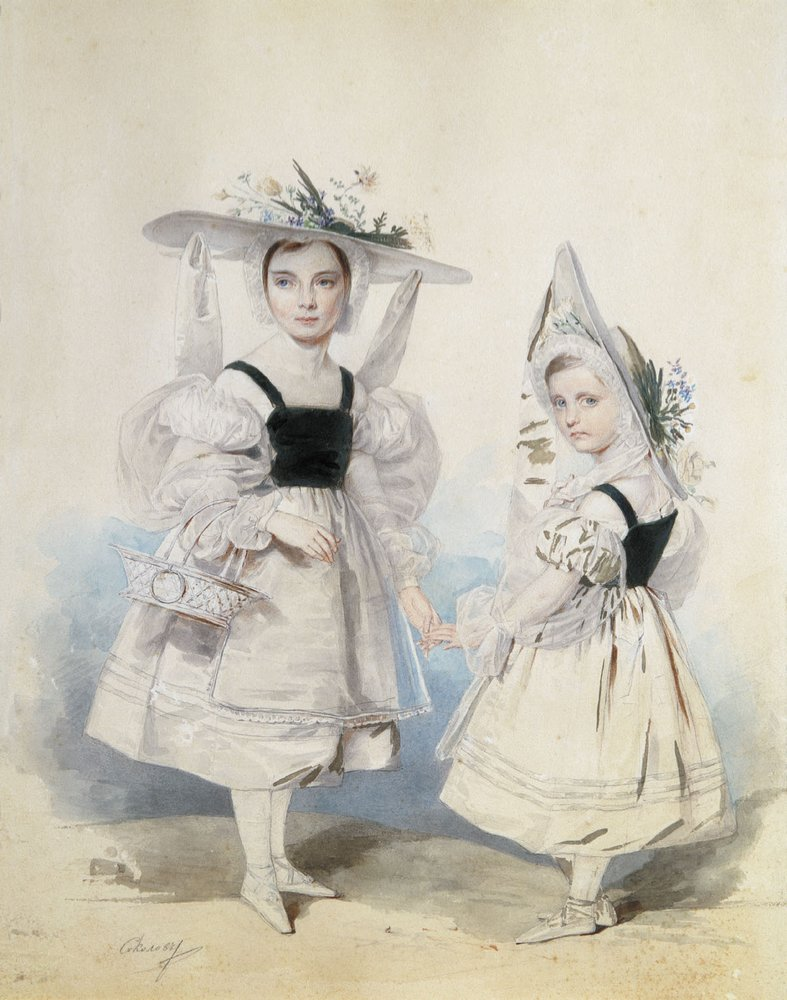
Дочери Анна и Екатерина
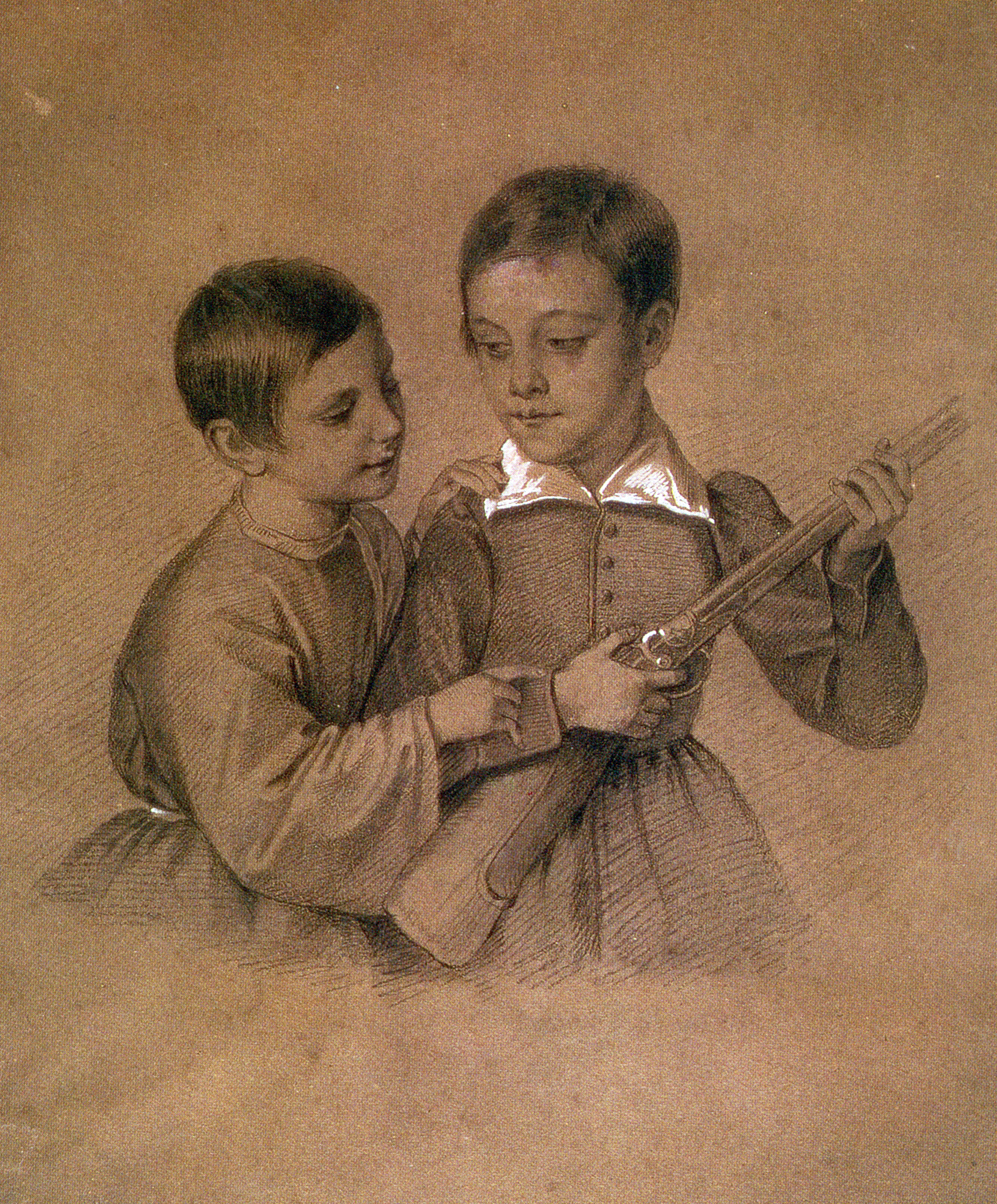
Сыновья Александр и Пётр